# Eupithecia dimidia
Eupithecia dimidia là một loài bướm đêm trong họ Geometridae.